# غربة البن (مسلسل)
غربة البن مسلسل يمني من إخراج لؤي عماد صدر في 2019، ومن إنتاج شركة الوافي للإنتاج الفني، وتأليف صلاح الوافي، وبطولة كل من صلاح الوافي وسالي حمادة ومحمد قحطان وحسن الجماعي وشروق سعيد محمد وأسامة الجشاش.
عُرض من المسلسل جزء ثاني في رمضان 2020.

## القصة
يرصد المسلسل قصة المغتربين اليمنيين وما يواجهوه من مشاق أثناء سفرهم والتأثير على العائلة، ويركز على الجوانب الإنسانية لأهل القرية الواحدة، والصراعات بين أفراد الأسرة الواحدة.

## طاقم العمل
- صلاح الوافي
- محمد قحطان
- سالي حمادة
- حسن الجماعي
- شروق سعيد
- عمار العزكي
- توفيق الاضرعي
- أفنان الوصابي